# Landéjev množitelj g
Landéjev množitelj g (tudi giromagnetni ali žiromagnetni množitelj) je posebni primer množiteljev g. Uporablja se za nabite delce (zgled je elektron), ki imajo spin in tirno vrtilno količino.
Imenuje se po nemško-ameriškem fiziku Alfredu Landéju (1888–1976).
Landéjev množitelj g se uporablja v izrazih za energijske nivoje v atomu v šibkem magnetnem polju. 
Landéjev množitelj je brezrazsežna količina.
Vrednost množitelja g izhaja iz teorije motenj kot motnja prvega reda za atom v šibkem magnetnem polju. Lahko se ga zapiše kot:
{\displaystyle g_{J}=g_{L}{\frac {J(J+1)-S(S+1)+L(L+1)}{2J(J+1)}}+g_{S}{\frac {J(J+1)+S(S+1)-L(L+1)}{2J(J+1)}}\!\,,}
kjer je:
- {\displaystyle g_{L}\,} – orbitalni g množitelj, ki je enak 1,
- {\displaystyle g_{S}\,} – spinski g množitelj, ki je približno enak 2.

Tako se dobi:
{\displaystyle g_{J}\approx 1+{\frac {J(J+1)-L(L+1)+S(S+1)}{2J(J+1)}}\!\,,}
kjer je:
- {\displaystyle J\,} – skupne vrtilne količine ({\displaystyle {\vec {J}}={\vec {L}}+{\vec {S}}\,} ),
- {\displaystyle S\,} – spinsko kvantno število,
- {\displaystyle L\,} – tirno kvantno število.

Vrednosti {\displaystyle g_{L}\,} in {\displaystyle g_{S}\,} sta dva množitelja g za elektron.
Tirni magnetni moment elektrona je enak:
{\displaystyle \mu _{l}=-{\frac {e}{2m}}S\!\,,}
spinski magnetni moment pa je:
{\displaystyle \mu _{s}=-g{\frac {e}{2m}}L\!\,.}
Za elektron je {\displaystyle S={\frac {1}{2}}\,}.

## Vrednosti g množiteljev[2]
V spodnji preglednici so podane nekatere vrednosti množitelja g .
| delec    | vrednost     |
| -------- | ------------ |
| elektron | -2,002319304 |
| nevtron  | -3,82608545  |
| devteron | 0,857438231  |
| mion     | -2,002331841 |
| proton   | 5,58569471   |
| triton   | 5,95792499   |